# Грег Догерті
Грег Догерті (англ. Greg Docherty; нар. 10 вересня 1996, Мілнгеві) — шотландський футболіст ірландського походження, півзахисник клубу «Шрусбері Таун».

## Клубна кар'єра
Народився 10 вересня 1996 року в місті Мілнгеві. Вихованець футбольної школи клубу «Гамільтон Академікал». Дорослу футбольну кар'єру розпочав 2012 року в основній команді того ж клубу, в якій провів п'ять сезонів, взявши участь у 95 матчах чемпіонату.
25 січня 2018 року підписав контракт на чотири з половиною роки з «Рейнджерсом», але у команді з Глазго закріпитись не зумів, тому вже 8 серпня того ж року був відданий в оренду в клуб англійського третього дивізіону «Шрусбері Таун». Станом на 15 квітня 2019 року відіграв за команду зі Шрусбері 37 матчів в національному чемпіонаті.

## Виступи за збірні
2012 року дебютував у складі юнацької збірної Шотландії, взяв участь у 2 іграх на юнацькому рівні. Згодом залучався до складу молодіжної збірної Шотландії. На молодіжному рівні зіграв у 4 офіційних матчах.
Після того, як у вересні 2017 року Догерті залишився поза молодіжною командою, в повідомленнях ЗМІ було висловлено думку, що він може грати за Ірландію через своє походження.

## Статистика виступів

### Статистика клубних виступів
| Сезон                            | Клуб                             | Чемпіонат                        | Чемпіонат | Чемпіонат | Національний кубок | Національний кубок | Національний кубок | Континентальні кубки | Континентальні кубки | Континентальні кубки | Суперкубки | Суперкубки | Суперкубки | Усього | Усього |
| Сезон                            | Клуб                             | Ліга                             | Ігор      | Голів     | Ліга               | Ігор               | Голів              | Ліга                 | Ігор                 | Голів                | Ліга       | Ігор       | Голів      | Ігор   | Голів  |
| -------------------------------- | -------------------------------- | -------------------------------- | --------- | --------- | ------------------ | ------------------ | ------------------ | -------------------- | -------------------- | -------------------- | ---------- | ---------- | ---------- | ------ | ------ |
| 2013–14                          | «Гамільтон Академікал»           | Ч (ІІ)                           | 3         | 0         | КШ+КЛ              | 0+0                | 0                  | -                    | -                    | -                    | -          | -          | -          | 3      | 0      |
| 2014–15                          | «Гамільтон Академікал»           | ПЛ                               | 7         | 1         | КШ+КЛ              | 0+0                | 0                  | -                    | -                    | -                    | -          | -          | -          | 7      | 1      |
| 2015–16                          | «Гамільтон Академікал»           | ПЛ                               | 34        | 1         | КШ+КЛ              | 1+1                | 1+0                | -                    | -                    | -                    | -          | -          | -          | 36     | 2      |
| 2016–17                          | «Гамільтон Академікал»           | ПЛ                               | 30+2      | 1+1       | КШ+КЛ              | 1+5                | 0                  | -                    | -                    | -                    | -          | -          | -          | 38     | 2      |
| 2017–18                          | «Гамільтон Академікал»           | ПЛ                               | 21        | 3         | КШ+КЛ              | 0+4                | 0                  | -                    | -                    | -                    | -          | -          | -          | 25     | 3      |
| Усього за «Гамільтон Академікал» | Усього за «Гамільтон Академікал» | Усього за «Гамільтон Академікал» | 95+2      | 6+1       |                    | 12                 | 1                  |                      | -                    | -                    |            | -          | -          | 109    | 8      |
| 2017–18                          | «Рейнджерс»                      | ПЛ                               | 11        | 0         | КШ+КЛ              | 3+0                | 0                  | ЛЄ                   | -                    | -                    | -          | -          | -          | 14     | 0      |
| Усього за кар'єру                | Усього за кар'єру                | Усього за кар'єру                | 106+2     | 6+1       |                    | 15                 | 1                  |                      | -                    | -                    |            | -          | -          | 123    | 8      |